# 鈴木麻里
鈴木 麻里（すずき まり・1980年7月28日 - ）は、日本のタレント、モデル、女優である。
秋田県秋田市出身、オスカープロモーション所属。青森県立八戸高等学校、お茶の水女子大学文教育学部卒業。同大学院修士課程修了。同大学院博士課程中退。

## 来歴・人物
秋田県秋田市に生まれる。中学から高校までを青森県八戸市で過ごす。大学入学を機に上京。
2003年12月23日、栃木県ボウリング場協会主催のミス・コンテスト「ボウリングレディー'04コンテスト」に出場しグランプリを受賞。翌2004年には、日本スクーバ協会主催の「ミスダイバー」に選ばれた。2005年10月から2006年6月までは、ウェザーニュースで土曜・日曜日の天気キャスターを務めていた。その後はモデル業の傍ら女優・タレント・イベントMCと幅広く活動している。
食生活の乱れなどから来た体調不良をきっかけに漢方と出会い、漢方上級スタイリストやオーガニックコンシェルジェの資格を持っている。趣味は料理、フルート、ピアノ。
ダイビング資格はIANTDのセンチネルリブリーザーダイバーおよびメガロドンリブリーザーダイバー、PADIのレスキューダイバーを持つ。

## 出演

### 舞台
- 松尾スズキ少女歌劇団（原宿クエストホール）
- 舞台「大奥」(明治座・中日劇場・全国ツアー)　瀧山部屋子役
- innerchild vol.17「星合（ほしあい）」（2010年4月17日〜25日、シアタートラム）かぐや、竹取詩織役

### テレビドラマ
- Room Of King（2008年、フジテレビ）
- 派遣のオスカル〜少女漫画に愛をこめて〜（2009年、NHK総合）
- 水曜ミステリー9「警視庁特捜対策室 迷宮捜査の女」（2015年1月21日、テレビ東京） リポーター役
- ドクターカー 第4話（2016年5月5日、読売テレビ） 記者役

### その他テレビ番組
- ちょい寄り!（JCN大田区）リポーター
- 藤森夕子のセレブ気分（BS11）リポーター
- ドラクロワ（NHK総合）再現VTR出演
- おしゃれな女子会 PINK TEA （2014年3月23日、BS朝日）共演：金子エミ、尾花貴絵
- レントライフ木の彩リフォームインフォマーシャル ナビゲーター

### WEBラジオ
- S×G Box 〜Beauty〜（ソラトニワ銀座・隔週火曜日14:00〜）パーソナリティ[4]

### 音声ガイド
- 「遥かなるルネサンス展」(神戸市立博物館、2017年4月22日-7月17日。青森県立美術館、7月28日-9月10日。東京富士美術館、9月21日-12月3日)音声ガイド
- 「若冲と光瑤～伊藤若冲とその画業に魅せられた石崎光瑤の世界～」（石川県立美術館、2018年6月23日-7月22日）ナレーション
- 静嘉堂文庫美術館音声ガイド

### ショー
- 山崎伊久江美容室ヘアショー
- ロイヤルパークホテル ブライダルショー

### CM
- キッコーマン「わが家は焼肉屋さん」（2012年）上戸彩と共演[5]
- セキスイハイム「時を経ても、続く価値を」篇（2015年）
- タカラトミー「ぱぱっとパン屋さん」お母さん役
- セキスイハイム「クレスバローレ東北」
- 花王「クリアクリーン」

### イベント
- サイクルモードインターナショナル2011（2011年11月4日〜6日、幕張メッセ）「メリダ」ブースのトークショーMCとして[6]
- 第14回全日本国民的美少女コンテスト 大丸・松坂屋四大都市特別オーディション（2014年4月〜5月） MC担当
- ラクーアビューティーアップキャンペーン・オスカービューティーキャンプMC